# Los Gremios de Igualada
Los Gremios de Igualada va ser una publicació mensual editada a Igualada entre els anys 1914 i 1916.

## Descripció
Portava el subtítol Revista mensual, órgano del Centro Gremial. La redacció i l'administració era al carrer de Sant Jaume, núm. 6 i s'imprimia al taller de Codorniu i Miranda. Tenia vuit pàgines, a dues columnes, amb un format de 19 x 12,5 cm. El primer número va sortir el 4 de gener de 1914 i el darrer, el 25, el gener de 1916.

## Continguts
Era un periòdic que donava informació de temes socials, comercials i econòmics. Hi havia articles sobre comptabilitat, escoles tècniques i professionals, reunions i assemblees, preus de mercats, descans dominical, decrets, etc.
En l'article del primer número titulat “A dónde vamos” deien que la seva finalitat era la dignificación de la clase gremial entenent-la com los que se dedican al pequeño comercio y a la pequeña industria, sobretodo al pensar que, colocados en el centro de la Sociedad, constituyen la verdadera clase media, esa clase desgraciada, condenada, según muchos, a desaparecer entre los embates de la plutocracia, sucesora de la antigua nobleza, y los furiosos ataques del obrerismo.
Hi havia pocs articles signats, però algun dels col·laboradors van ser Rosselló i d'A. Costa Camps.

## Localització
- Biblioteca Central d'Igualada. Plaça de Cal Font. Igualada (col·lecció completa i relligada).